# Friedrich Ehrlicher
Friedrich „Fritz“ Ehrlicher (* 26. Juni 1908 in Uffenheim; † 19. Mai 1993) war ein deutscher Kriegsverbrecher und Funktionär des NS-Regimes. Während der Nationalsozialistischen Gewaltherrschaft übte er verschiedene Funktionen in NSDAP, Hitlerjugend, Jugendherbergswerk und Verwaltung aus. Als Grünwalder Volkssturmführer erschoss er kurz vor Ende des Zweiten Weltkrieges einen Widerstandskämpfer, wofür er 1948 zu einer milden Freiheitsstrafe verurteilt wurde.  Von 1971 bis 1977 war er Präsident der Deutschen Unitarier Religionsgemeinschaft.

## Leben

### Studium und Schuldienst
Nach dem Abitur 1926 studierte Ehrlicher Alte Sprachen, Deutsch und Geschichte in München und Berlin. 1931 legte er die Staatsprüfung für das Lehramt an höheren Schulen in Bayern ab und war danach zwei Jahre als Studienassessor im Schuldienst an Gymnasien in München und Augsburg.

### Politik
Von 1922 bis 1929 war Ehrlicher Mitglied des Jung-Bayern-Ringes, der als paramilitärischer Arm der Bayerischen Volkspartei  den Namen Bayernwacht annahm. Zum 1. September 1930 trat er in die NSDAP ein (Mitgliedsnummer 296.974) und einen Monat später auch in die HJ. Von 1931 bis 1933 war er auch Mitglied der SS. 1933 wurde er HJ-Bannführer für Schwaben in Augsburg. Von 1933 bis 1935 war er Führer (Vorsitzender) des DJH-Gaues Bayern und Inspekteur Süd.
Ab Oktober 1933 war Ehrlicher Jugendamtmann im Stadtjugendamt München und von 1938 bis 1945 dessen Direktor. In dieser Funktion hielt er auch Vorlesungen zum Thema Jugendkunde und Jugendrecht an der Juristischen Fakultät der Ludwig-Maximilians-Universität München. Ab 1939 war er auch Leiter der Abteilung Propaganda/Rednerwesen in der NSDAP-Gauleitung München-Oberbayern und ab 1940 ebenfalls Leiter der Hauptabteilung IV (Soziales/Gesundheit, Bauerntum/Landdienst) in der HJ-Gebietsführung Hochland.

### Kriegsverbrechen und Verurteilung
Von 1940 bis 1943 leistete er Wehrdienst. Wenige Tage vor Ende des ohnehin verlorenen Krieges erschoss er als örtlicher Führer des Volkssturmes den Arzt Thomas Max, einen Anführer der Freiheitsaktion Bayern (FAB) in Grünwald. Von  Mai 1945 bis Dezember 1948 war er interniert. Im September 1948 musste sich Ehrlicher vor dem Landgericht München I wegen der Bluttat von 1945 verantworten. Das Gericht verurteilte ihn zu zwei Jahren Freiheitsstrafe wegen Totschlags. Einen Teil der Strafe verbüßte er von 1949 bis 1950.

### Berufliche Tätigkeit nach der Haft
Ab 1950 war Ehrlicher wegen Berufsverbots für mehrere Jahre als Werbetexter im Haushaltswaren-Geschäft seines Cousins Harald Ehrlicher tätig. Von 1954 bis 1970 war er als Angestellter im Bildungszentrum des Bayerischen Handels tätig.  Von 1971 bis 1973 war er dort Honorardozent. 1971 machte er sich als Unternehmensberater selbständig und übte diesen Beruf bis 1976 aus.

### Religion
1949 wurde Ehrlicher Mitglied der Deutschen Unitarier Religionsgemeinschaft, die zu dieser Zeit einen starken Zustrom von völkischen Gottgläubigen hatte. Er war dort als Gemeindeleiter in München (1950–1956), Landesgemeindeleiter in Bayern (1956–1971), Mitglied des Geistigen Rates (1951–1982) sowie Präsident der Gesamtgemeinschaft (1971–1977) tätig.

### Privates
Ehrlicher war seit 1934 verheiratet und hatte vier Kinder.

## Veröffentlichungen
- Jugendschicksal als Grund sozialer Entwurzelung. In: Der nichtseßhafte Mensch – ein Beitrag zur Neugestaltung der Raum- und Menschenordnung im Großdeutschen Reich. Beck, 1938, S. 243–274.
- Befreite Religion. Sonderdruck, 2. verbesserte Auflage. Eigenverlag des Verfassers, 1982, DNB 920076270.